# Monarchs de Manchester
Pour les articles homonymes, voir Monarchs de Manchester (homonymie).
Les Monarchs de Manchester étaient une équipe professionnelle de hockey sur glace de l'ECHL.

## Histoire
Anciennement connu sous le nom du Reign d'Ontario. L'équipe est transféré en 2015 vers Manchester alors que l'équipe d'Ontario est promu en LAH pour remplacer Manchester dans cette ligue.
L'équipe est dissoute en prévision de la saison 2019-2020.

## Statistiques
| Saison    | PJ | V  | D  | DP | DTB | BP  | BC  | Pts | Classement              | Séries éliminatoires                                                                  |
| --------- | -- | -- | -- | -- | --- | --- | --- | --- | ----------------------- | ------------------------------------------------------------------------------------- |
| 2015-2016 | 72 | 39 | 24 | 4  | 5   | 222 | 213 | 87  | 1re place, division Est | 1-4 Thunder de l'Adirondack                                                           |
| 2016-2017 | 72 | 37 | 24 | 7  | 4   | 264 | 252 | 85  | 4e place, division Nord | 4-2 Thunder de l'Adirondack 4-2 Beast de Brampton 3-4 Stingrays de la Caroline du Sud |
| 2017-2018 | 72 | 41 | 25 | 3  | 3   | 257 | 214 | 88  | 2e place, division Nord | 4-0 Royals de Reading 2-4 Thunder de l'Adirondack                                     |

## Personnalités

### Entraîneurs
- Richard Seeley (depuis 2015)